# Ecosia
Ecosia （エコジア）は、ドイツのベルリンの企業が提供する検索エンジンである。Ecosiaは80%以上の利益を植林・森林再生活動を行う非営利団体に寄付している。Ecosiaは自身をソーシャル・ビジネスでありカーボンネガティブと考えており、Ecosiaは財政の透明性を主張し（定期的に財政レポートを公開している）、ユーザーのプライバシーを保護し、アメリカのB Labに認証されたベネフィットコーポレーションである。

## 検索エンジン
Ecosiaの創立当初はYahoo!検索の検索結果と、Bing、Wikipediaの技術を組み合わせて検索結果を表示していた。広告に関しては、EcosiaとYahoo!の利益共有の合意の一部としてYahoo!によって提供されていた。
現在、Ecosiaの検索結果はBingによって提供されており、Bingから得た検索結果をEcosia自身のアルゴリズムによって強化している。Ecosiaは現在スマートフォン（アンドロイド、iOS）、PC（Windows、Mac）上で動作するブラウザ・モバイルアプリとしても利用可能である。2019年現在、Googleの検索結果も確認したい場合、Ecosiaの検索バーに「#g」と検索語句を入力することでGoogleの検索結果を表示することができる。
2018年には、Ecosiaはユーザーのプライバシーを守る検索エンジンになることを約束した。ユーザーの検索は暗号化され、保存は一時的にのみ行い、ユーザーのデータはサードパーティの広告会社に販売されることはないとしている。Ecosiaはプライバシーポリシーにて検索履歴に基づくユーザープロフィールを作成しないし、Ecosiaが（Google Analyticsのような）外部のトラッキングツールを使用することもないとした。
Ecosiaは検索結果の隣に広告を表示しているが、ユーザーがスポンサードリンクを通じて広告元を参照したときにパートナーがEcosiaに料金を支払う仕組みとなっている。EcosiaのFAQによれば、Ecosiaで一度検索をすると、平均でおよそ0.5ユーロセント（0.005 EUR）の利益が発生する。1本の木を植えるには22ユーロセント掛かるので、22÷0.5という計算に基づき約45回の検索が1本の木を植えるために必要となる。

## ビジネスモデル

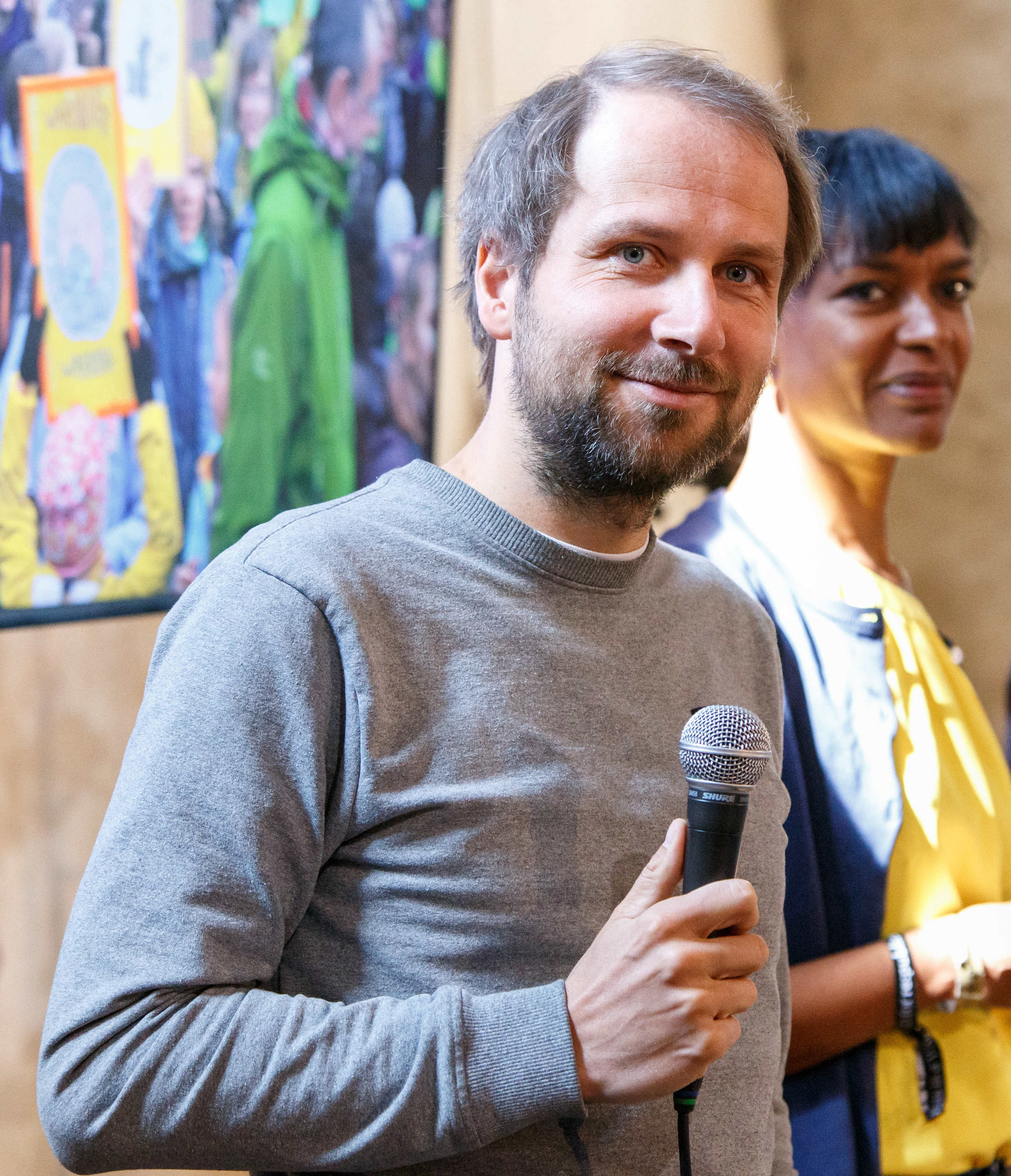
Ecosia創設者のクリスチャン・クロール(2019)

Ecosiaは広告からの利益の80%（収益の47.1%）を植林活動支援に使用しており、残りは想定外の事態の対応のために内部で留保される。もしこの留保した資金を使用する事態がなければEcosiaの植林活動支援のための資金として使用される。Ecosiaは月次で財政レポートを自身のサイト上に発表している。2018年10月には、創設者のクリスチャン・クロールは自身の保有する株式の一部をThe Purpose Foundationに譲渡した。結果的に、クロールとEcosiaの共同所有者ティム・シューマッハはEcosiaを売る権利・Ecosiaから利益を受ける権利を放棄した。

## 歴史
Ecosiaはコペンハーゲンで行われた第15回気候変動枠組条約締約国会議と同じ日付である2009年12月7日に設立された。それ以降Ecosiaは様々な植林プログラムを資金援助してきた。2010年12月までEcosiaの資金はWWFドイツの、アマゾン盆地のジュルエナ国立公園を保護するプログラムに提供された。この地域を保護するため、プログラム運営者は材木業者・現地コミュニティと財政計画を作成した。
2011年までに、Ecosiaは250,000ユーロ以上を集めることに成功した。
2013年7月から2014年9月にかけて、EcosiaはアメリカのThe Nature Conservancyの主催するPlant a Billion Treesプログラムに寄付を行った。このプログラムは100万本の（現地の）木を植林することでブラジルの大西洋岸森林を2015年までに復元しようというものである。
2015年にはEcosiaはアフリカ連合・世界銀行の支援する（砂漠化防止を目的とした）グレートグリーンウォールプロジェクトの一環として、ブルキナファソの森林再生活動を資金援助した。B-labによれば、2015年1月時点で、「利益の80%を寄付することで、Ecosiaは2009年12月以降、熱帯雨林保護のために150万ドル以上を集めた」。Ecosiaによれば、2015年までにEcosiaはおよそ250万人のアクティブユーザーを獲得し、200万本以上の植林を行った。
2015年5月、EcosiaはEuropas（欧州のテック関連スタートアップ企業を称える賞）の社会の向上を意図した最優秀スタートアップ企業のカテゴリーの候補に挙げられた。

## 影響
Ecosiaは複数の団体と一緒に活動している。例えばエデン森林再生プロジェクト、Hommes et Terre（フランス語：人類と地球）、その国現地の様々なパートナー等である。これらパートナーとEcosiaは16の国で植林を行った。Ecosiaは現在ペルー、ニカラグア、コロンビア、ハイチ、ブラジル、モロッコ、スペイン、セネガル、ブルキナファソ、ガーナ、マダガスカル、ウガンダ、タンザニア、エチオピア、ケニア、インドネシアで植林プロジェクトを支援している。
2018年10月9日、Ecosiaは100万ユーロでハンバッハの森をドイツのエネルギー会社RWEから購入した。これはハンバッハの森が（褐炭採掘のため）切り開かれるのを防ぐためである。

## ブラウザへの統合
EcosiaはGoogle ChromeとMozilla Firefox上で（Chrome web storeやMozilla アドオンストアから拡張機能をダウンロードすることで）デフォルト検索エンジンとして使用可能である。
2017年7月21日時点では、BraveブラウザがEcosiaをデフォルト検索エンジンの選択肢として提供している。バージョン26（2016年1月26日）のリリースに伴い、Pale MoonブラウザはEcosiaをデフォルト検索エンジンとして提供し、2016年2月15日にPolarityブラウザのバージョン8も同様にEcosiaをデフォルト検索エンジンとした。Ecosiaはバージョン44.0.2からWaterfoxのデフォルト検索エンジンである。バージョン1.9からVivaldiはEcosiaをデフォルト検索エンジンの選択肢として追加した。2018年3月には、Firefox59.0がEcosiaを検索エンジンの選択肢としてドイツ版に追加した。
2019年8月21日時点で、EcosiaはGoogleの主導するAndroidデバイス上に表示されるための「検索エンジン選択」オークションには参加しないとしている。これは2020年の欧州Android携帯のユーザーはEcosiaをデフォルト検索エンジンとして設定する選択肢がないことになる。クリスチャン・クロールはこのボイコットの決定に関して「私達はGoogleが同社の寡占市場の立場をこのような方法で利用するという決定をしたことに深く失望しています。広く公平な市場へのアクセスを与えるかわりに、Googleは異なる形態を取る者を差別し、Google以外の他社に料金を払わせる決定をしてしまいました。これは我々にとって受け入れることのできないことです」と説明している。この「検索エンジン選択」オークションに参加するための申込みは9月中旬が締め切りとなっている。
2020年12月のiOS 14.3のソフトウェアアップデートにより、Apple製品のSafariの検索エンジンに追加された。Safariとしては5つ目の検索エンジンの選択肢となる。